# تیم وارد
تیم وارد (به انگلیسی: Tim Ward) بازیکن فوتبال زادهٔ ۱۷ سپتامبر ۱۹۱۷ اهل کشور انگلستان که سابقهٔ بازی در تیم ملی فوتبال انگلستان را در کارنامهٔ خود دارد. وی در تاریخ ۲۱ سپتامبر ۱۹۴۷ نخستین بازی ملی خود را در مقابل تیم ملی فوتبال بلژیک انجام داد و با حضور در ۲ بازی ملی، در تاریخ ۱۰ نوامبر ۱۹۴۸ واپسین بازی ملی‌اش را در برابر تیم ملی فوتبال ولز برگزار کرد.